# The Haunted World of El Superbeasto
Pour plus de détails, voir Fiche technique et Distribution.
The Haunted World of El Superbeasto est un dessin animé de comédie horrifique. Le film se base sur la bande dessinée du même nom créée par Rob Zombie. L'histoire suit les aventures d'El Superbeasto et de sa sœur Suzi-X, doublée dans le film par la femme de Zombie, Sheri Moon Zombie.
Le film sort directement en DVD ainsi qu'au cinéma dans certains territoires. Le film, à sa sortie en salles et en DVD, fut interdit aux moins de 18 ans aux États-Unis.[réf. nécessaire]

## Synopsis
Le film suit les aventures d'El Superbeasto, un catcheur mexicain (Tom Papa) et de sa sœur Suzi-X (Sheri Moon Zombie), dans leur confrontation contre le Dr. Satan (Paul Giamatti).

## Fiche technique
- Titre : The Haunted World of El Superbeasto
- Réalisation : Rob Zombie et Mr. Lawrence
- Scénario : Rob Zombie et Tom Papa
- Direction artistique : James Hegedus
- Montage : Bret Marnell
- Musique : Tyler Bates
- Production : Rob Zombie et Tom Klein
- Société de production : Starz Media et Film Roman
- Société de distribution : Anchor Bay Entertainment
- Pays d'origine : États-Unis
- Budget : 10 000 000 $
- Langue : anglais
- Genre : Comédie horrifique
- Durée : 77 minutes
- Date de sortie :
  -  États-Unis : 12 septembre 2009 (sortie limitée) ; 22 septembre 2009 (en DVD et Blu-ray)

## Distribution
- Paul Giamatti : Dr. Satan
- Geoffrey Lewis : Lenny
- Sheri Moon Zombie : Suzi-X / Baby Firefly
- Tom Papa : El Superbeasto
- Rob Paulsen : El Gato / Col. Hans Wolfburger
- Brian Posehn : Murray the Robot
- Daniel Roebuck : Morris Green
- Danny Trejo : Rico
- Tom Kenny : Otto
- Debra Wilson : Delores
- Rosario Dawson : Velvet Von Black
- Harland Williams : Gerard the Exterminator
- Clint Howard : Cthulu
- Charlie Adler : Krongarr
- Joe Alaskey : Erik the Newscaster
- April Winchell : Dame Grace Appleton
- John DiMaggio : Burt the Spurt
- Jess Harnell : Uncle Carl
- Sid Haig : Captain Spaulding
- Bill Moseley : Otis
- Ken Foree : Luke St. Luke
- Tura Satana : Varla
- Dee Wallace : Trixie
- Cassandra Peterson : Amber